# Midjourney
Midjourney — незалежна дослідницька лабораторія та назва її власної програми породжувального штучного інтелекту, яка створює цифрові зображення з описів природною мовою, званих «підказками» (від англ. prompt). З 12 липня 2022 року перебуває у відкритому бета-тестуванні. Лабораторія фінансується самостійно, її діяльність зосереджена на дизайні, людській інфраструктурі та штучному інтелекті.
Midjourney використовує бізнес-модель фриміум з обмеженим безкоштовним рівнем і платними рівнями, які пропонують швидший доступ, більшу місткість і додаткові функції. Про прибутковість компанії повідомив у серпні 2022 року її керівник Девід Гольц.
Користувачі створюють ілюстрації у Midjourney за допомогою команд бота Discord.

## Історія
Midjourney, Inc. заснована в Сан-Франциско (штат Каліфорнія) Девідом Гольцем, співзасновником Leap Motion. 14 березня 2022 року запустився сервер Discord з проханням публікувати високоякісні фотографії в Twitter/Reddit для навчання системи. Платформа генерації зображень Midjourney вперше вийшла у відкриту бета-версію 12 липня 2022 року.
Компанія працювала над вдосконаленням своїх алгоритмів, випускаючи нові версії кожні декілька місяців. У квітні 2022 року була запущена друга версія їхнього алгоритму, а 25 липня — третя версія. 5 листопада 2022 року користувачам була доступна альфа четвертої версії, а 16 березня 2023 року — бета п'ятої версії.

## Спільнота
На вересень 2022 року команда Midjourney складалася з 11 штатних співробітників, а також волонтерів:
- керівник Девід Гольц, співзасновник Leap Motion[en][13];
- радники:
  - Джим Келлер, провідний розробник Silicon в Apple, AMD, Tesla, Intel, співавтор набору інструкцій X86-64, технічний директор Tenstorrent;
  - Нат Фрідман, генеральний директор GitHub, голова GNOME Foundation;
  - Філіп Росдейл, засновник Second Life, технічний директор RealNetworks;
  - Білл Ворнер, засновник Avid Technology, винахідник нелінійного монтажу відео;
- підрозділ досліджень та інженерії;
- юридичний та фінансовий підрозділ;
- модератори та гіди Discord.

## Використання
У червні 2022 року програма Midjourney була використана британським журналом «The Economist» для створення титульної обкладинки випуску.
2024 року журнал «Frontiers in Cell and Developmental Biology» опублікував статтю, що містила абсурдні ілюстрації, створені за допомогою Midjourney. Стаття була відкликана через день після того, як зображення стали вірусними в Твіттері.

## Галерея

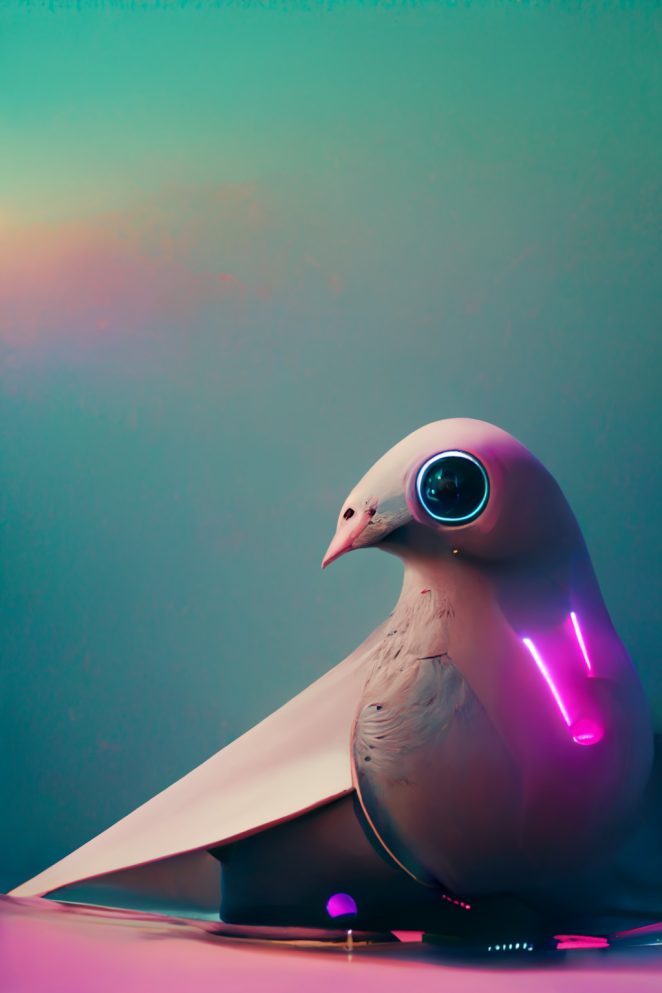
«Механічний голуб»
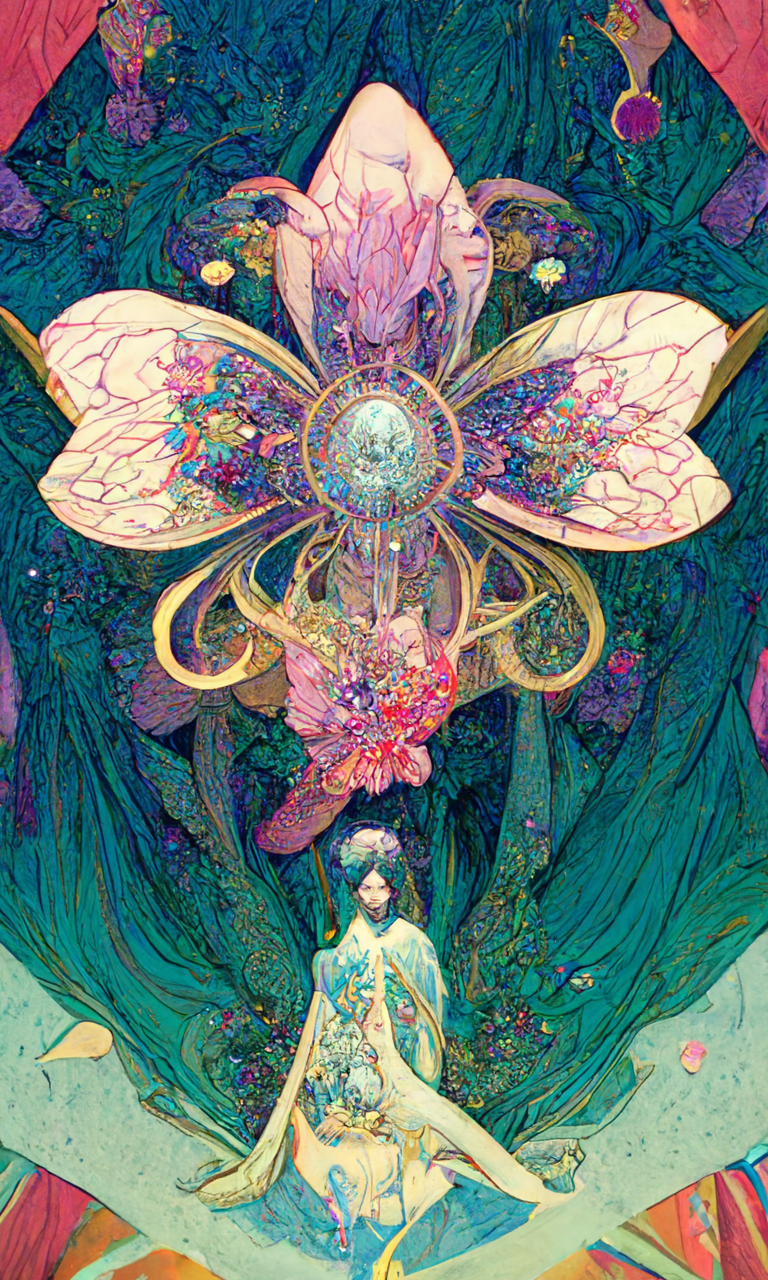
«Зображення жінки, що сидить під квіткою, в стилі модерн»
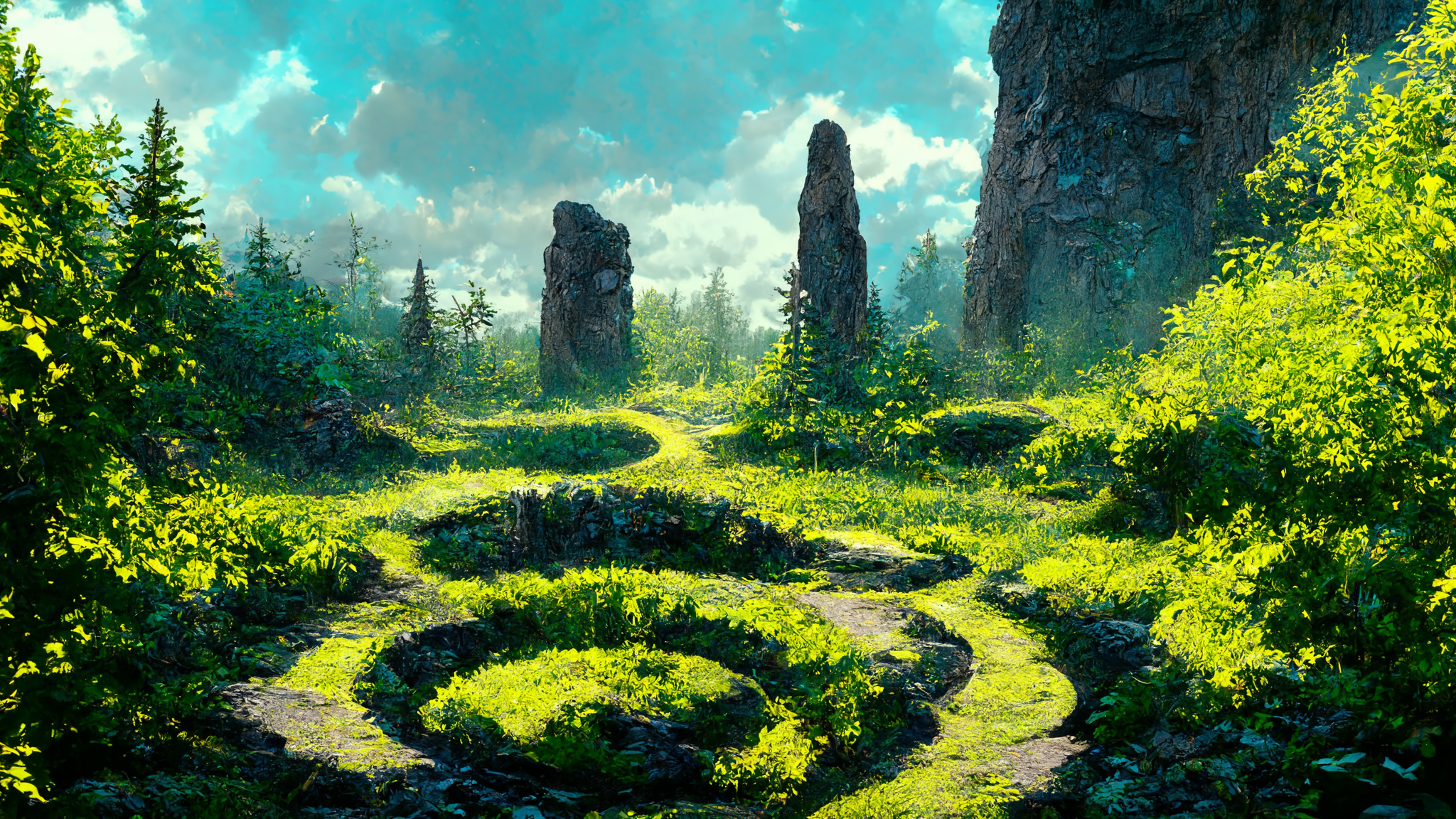
«Ельфійський ліс»
«Піхотинці воюють»
Мавр, персонаж галісійської міфології, зображений штучним інтелектом Midjourney
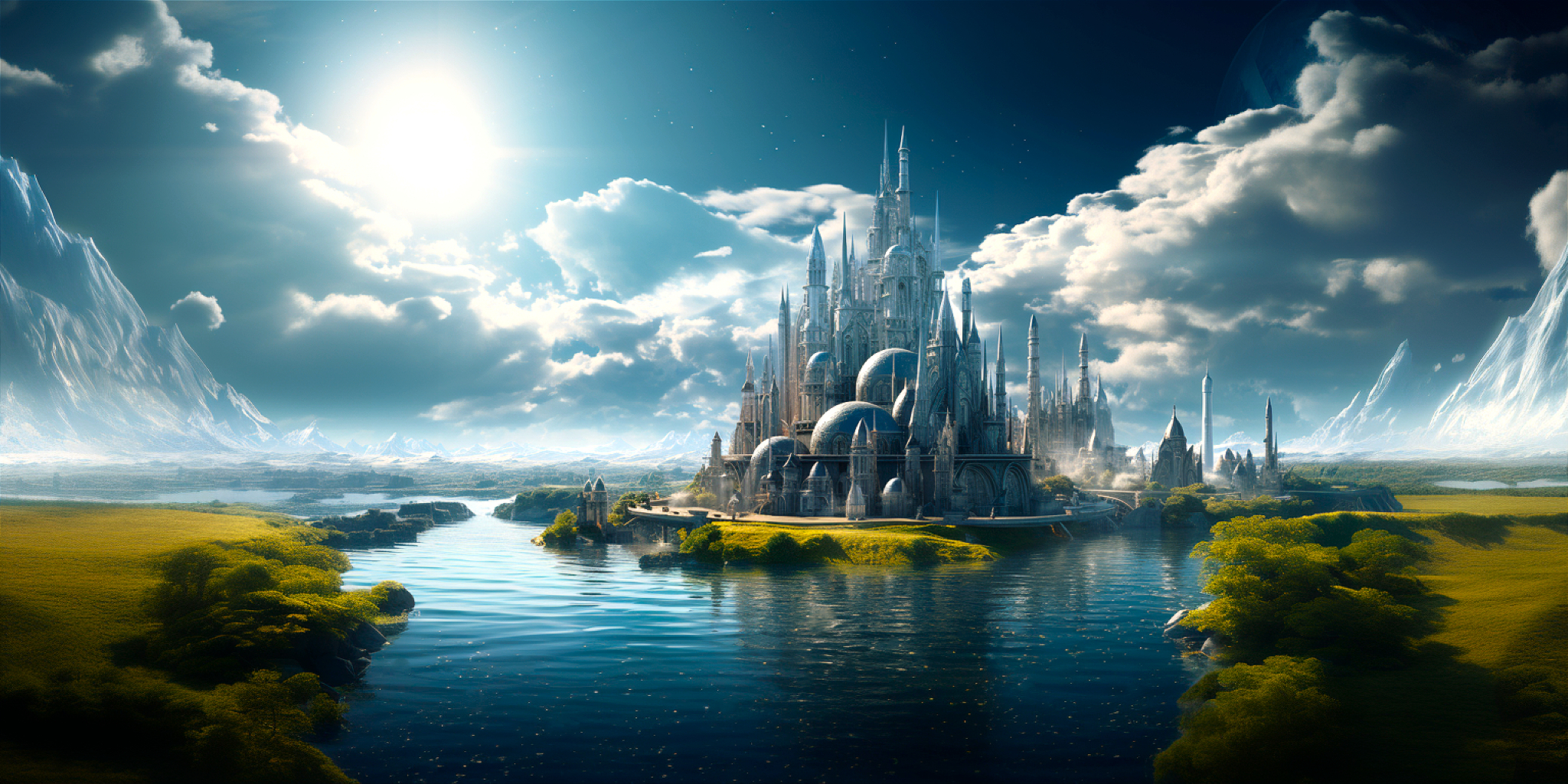
«Краєвид міста з маєтками і зеленим лісом»